# Glass coach

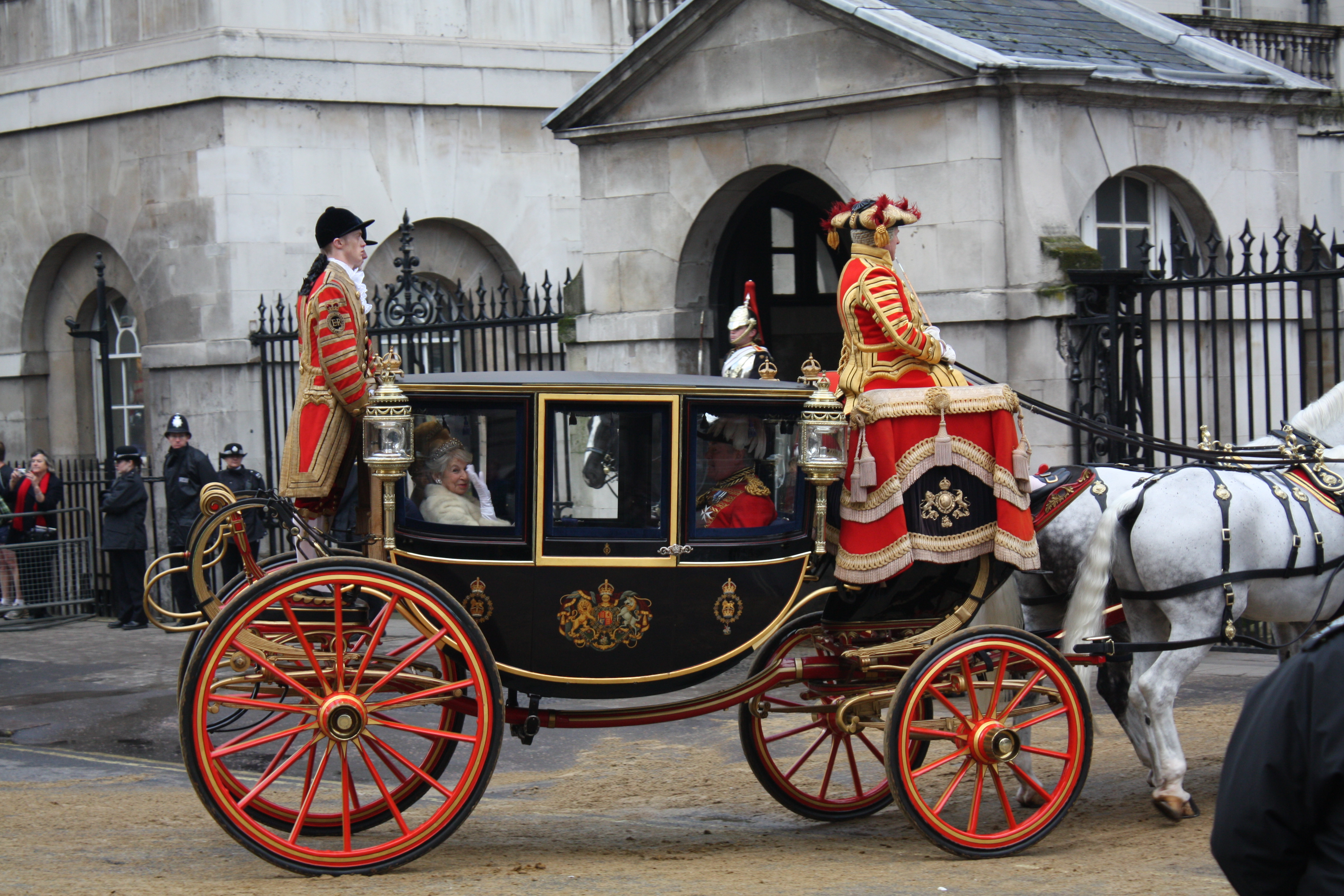
La Glass Coach durante l'Apertura del Parlamento inglese nel 2008.

La Glass Coach ("Carrozza di vetro") è una delle carrozze della famiglia reale britannica. La carrozza viene usata per visite ufficiali e reali, nonché per la cerimonia di apertura del Parlamento del Regno Unito. Fu utilizzata anche in occasione del Matrimonio del principe Carlo e di lady Diana Spencer.

## Storia

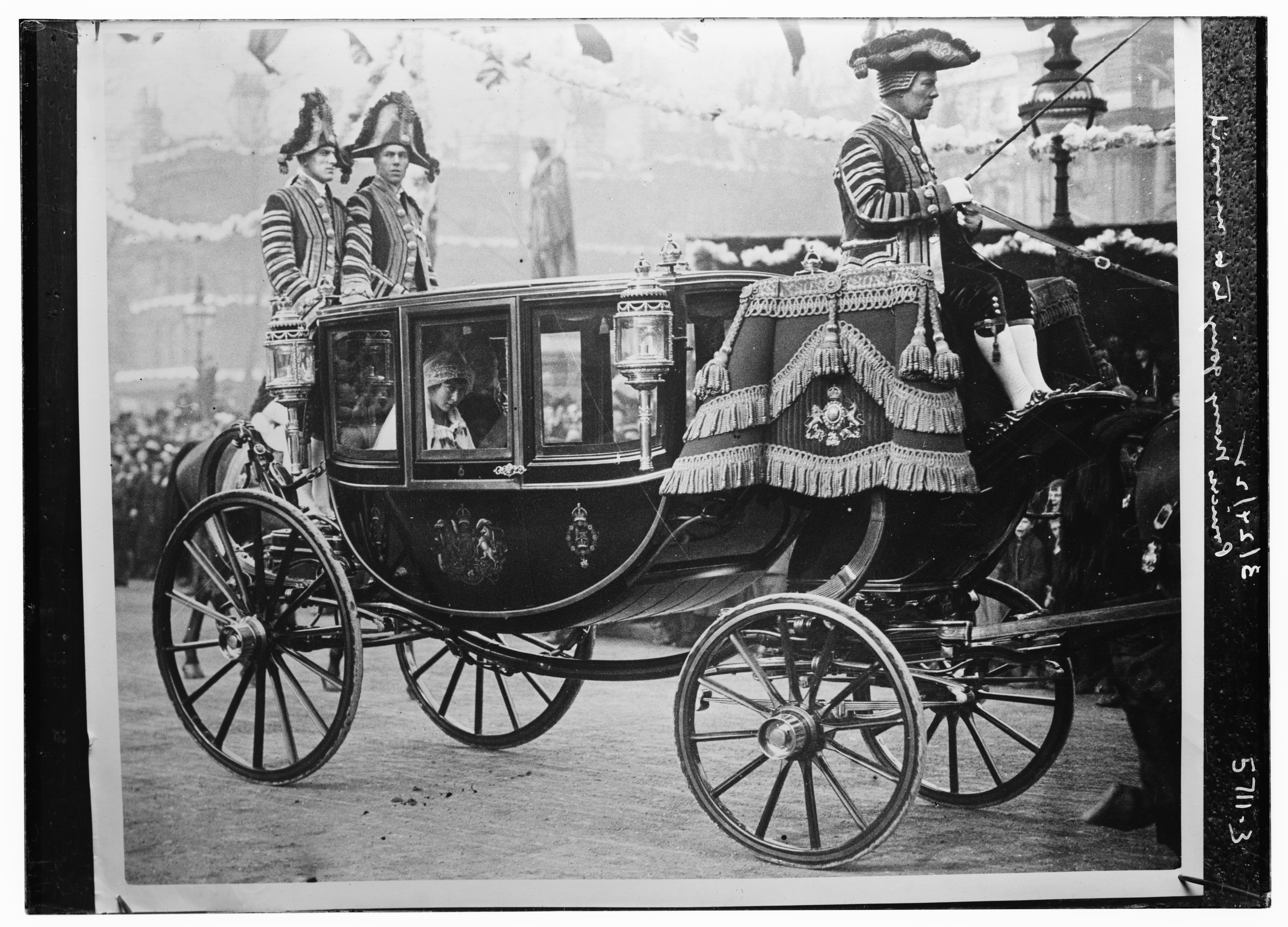
La principessa Mary sulla Glass Coach durante le sue nozze nel 1922.

La Glass Coach fu costruita nel 1881, venendo acquistata per l'incoronazione di re Giorgio V, celebrata nel 1911. Durante l'incoronazione di Giorgio VI e della regina Elizabeth, genitori della futura Elisabetta II, la carrozza fu utilizzata per trasporta la principessa Marina di Grecia, duchessa di Kent, durante le processioni da Buckingham Palace all'Abbazia di Westminster, e viceversa . Per tutto il XX secolo, la Glass Coach passò alla storia per essere la carrozza dei matrimoni reali, poiché trasportò numerosissime spose reali: una delle prime fu Mary, principessa reale, unica figlia di Giorgio V, nel 1922, succeduta da Lady Elizabeth Bowes-Lyon che nel 1923 sposò l'allora Alberto, duca di York, secondogenito di Giorgio V, poi Elisabetta II nel 1947, la principessa Alexandra di Kent nel 1963, la principessa Anna nel 1973, Lady Diana Spencer nel 1981, Sarah Ferguson nel 1986 .

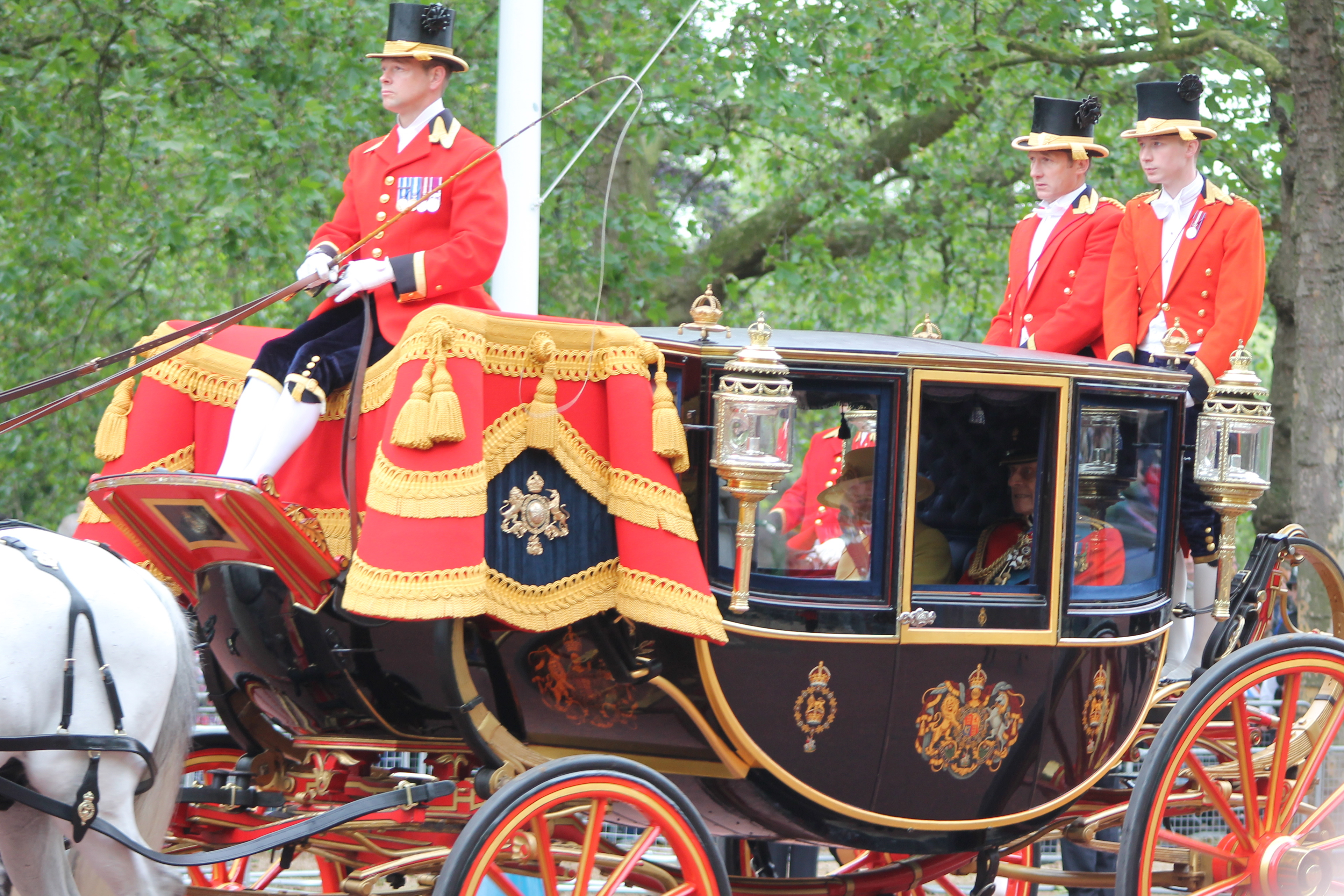
La Glass Coach durante il Trooping the Colour del 2012.

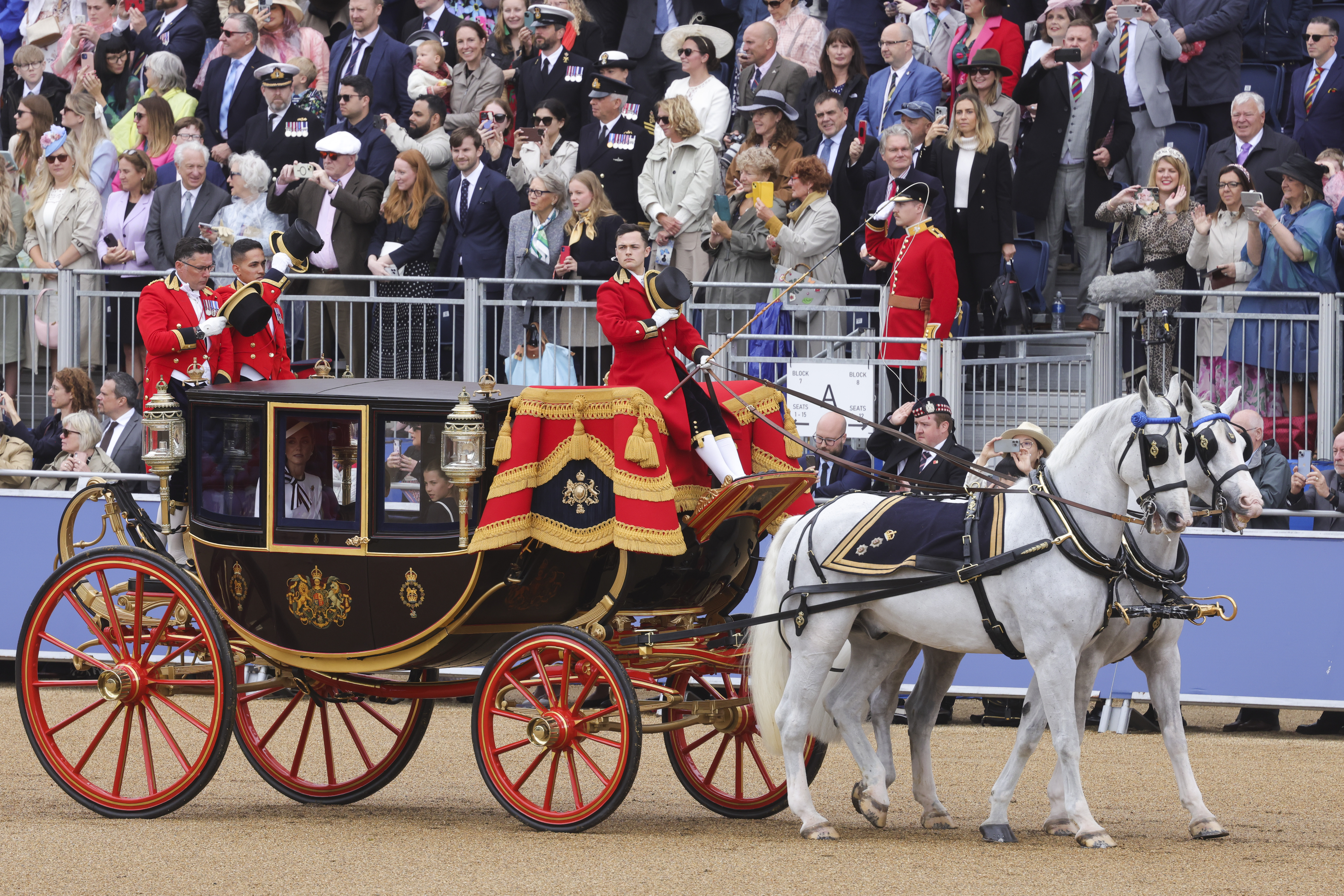
La famiglia Galles a bordo della Glass Coach nel 2024 durante la cerimonia del Trooping the Colour.

Negli ultimi anni, quando per le nozze reali furono impiegate altre carrozze, la Glass Coach venne utilizzata per l'Apertura del Parlamento oppure per il Trooping the Colour come nel 2012 e nel 2013 . Durante la parata militare del 2024, la Glass Coach trasportò la Principessa di Galles, Catherine Middleton ed i figli George, Charlotte e Louis. Nella sua storia la Glass Coach fu trainata da due o quattro cavalli, ed è esposta al Royal Mews. Il nome Glass Coach è dovuto alla grande presenza di vetro nella carrozza.